# Pteriomorphia
Los pteriomorfos (Pteriomorphia) son una subclase de moluscos de la clase de los bivalvos. Aparte de los órdenes Arcoida, Mytiloida, Ostreoida, Pterioida, contiene algunos extintos y probablemente familias basales, tales como Evyanidae, Colpomyidae, Bakevelliidae, Cassianellidae, Lithiotidae.

## Taxonomía
Se reconocen los siguientes órdenes:
- Arcoida
- Limoida
- Mytiloida
- Ostreoida
- Pterioida